# Calamosaurus
Calamosaurus („rákosový ještěr“) byl rod malého célurosaurního dinosaura, sdílejícího četné charakteristiky s ptáky. Žil v období rané křídy (věk barrem, asi před 130 až 125 miliony let) na území současného britského ostrova Isle of Wight. Formálně jej popsal britský paleontolog Richard Lydekker v roce 1889 jako Calamospondylus foxi, o dva roky později změnil jméno na Calamosaurus foxi.

## Historie a popis

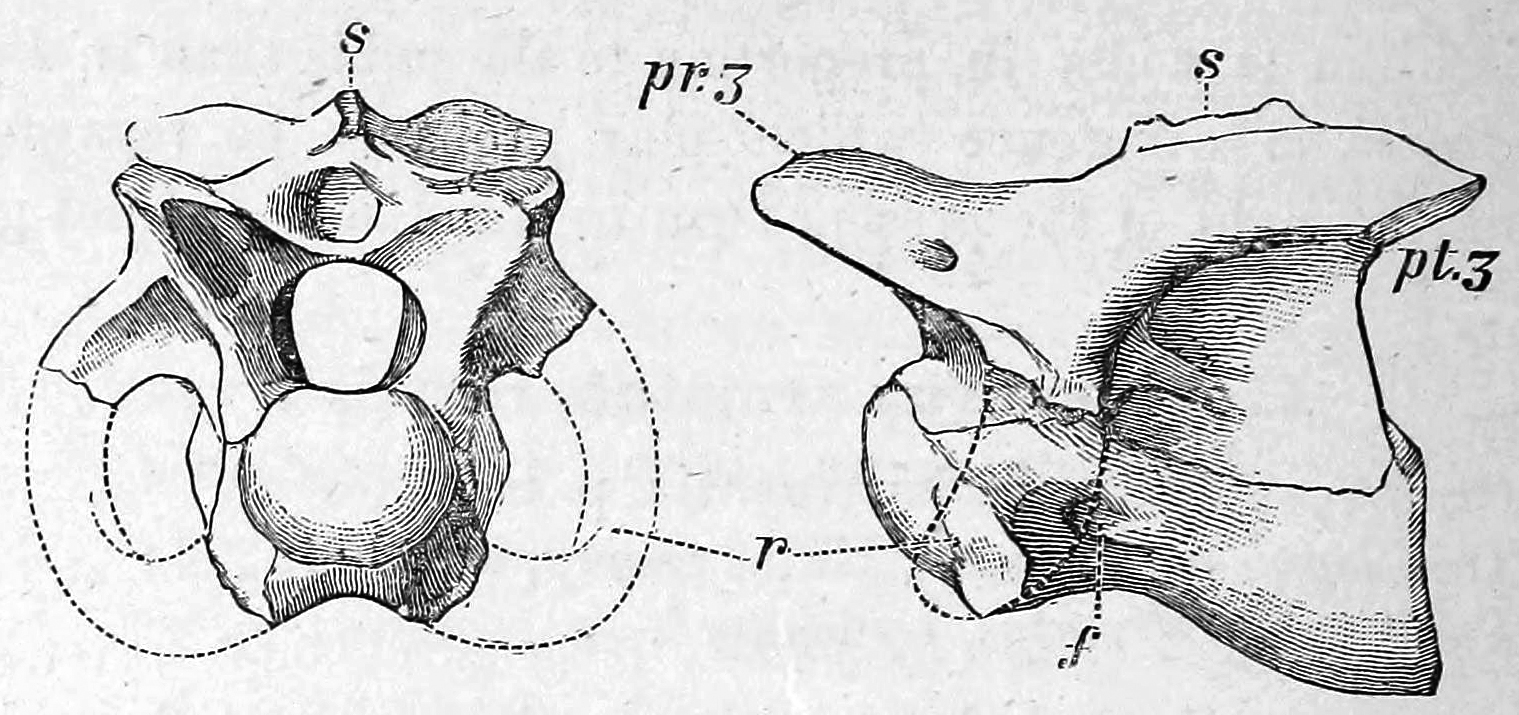
Obratel kalamosaura na starší ilustraci.

Fosilie tohoto teropoda v podobě krčních obratlů byly objeveny již roku 1866 sběratelem fosilií a amatérským paleontologem reverendem Williamem Foxem. Katalogové označení holotypu je BMNH R901. Tento teropod byl původně považován za zástupce čeledi Compsognathidae, mohlo se však jednat také o vývojově primitivního tyranosauroida, možná blízce příbuzného rodu Eotyrannus, žijícímu ve stejné době i na stejném místě. Podle některých odhadů dosahoval délky v rozmezí 3 až 5 metrů, byl tedy menším až středně velkým teropodem.